# UCI Africa Tour 2023
El UCI Africa Tour 2023 será la decimonovena edición del calendario ciclístico internacional Africano. Se inicia el 23 de enero de 2023 en Gabón, con el Tropicale Amissa Bongo y finalizará el 9 de octubre de 2023 con el Gran Premio de Chantal Biya en Camerún. En principio, se disputarían 13 competencias, otorgando puntos a los primeros clasificados de las etapas y a la clasificación final, aunque el calendario puede sufrir modificaciones a lo largo de la temporada con la inclusión de nuevas carreras o exclusión de otras.

## Equipos
Los equipos que pueden participar en las diferentes carreras depende de la categoría de las mismas. Los equipos UCI WorldTeam y UCI ProTeam, tienen cupo limitado para competir de acuerdo al año correspondiente establecido por la UCI, los equipos Equipos Continentales y selecciones nacionales no tienen restricciones de participación:
| Categoría      | Categoría                       | Equipos                                                                                    |
| -------------- | ------------------------------- | ------------------------------------------------------------------------------------------ |
| .1             | 1.1 (Carrera de un día)         | * UCI WorldTeam (max 50%) * UCI ProTeam * Continentales * Selecciones nacionales           |
| .1             | 2.1 (Carrera de varios días)    | * UCI WorldTeam (max 50%) * UCI ProTeam * Continentales * Selecciones nacionales           |
| .2             | 1.2 (Carrera de un día)         | * UCI ProTeam * Continentales * Selecciones nacionales * Selecciones regionales * Amateurs |
| .2             | 2.2 (Carrera de varios días)    | * UCI ProTeam * Continentales * Selecciones nacionales * Selecciones regionales * Amateurs |
| .Ncup (sub-23) | 1.Ncup (Carrera de un día)      | * Selecciones nacionales * Selecciones mixtas                                              |
| .Ncup (sub-23) | 2.Ncup (Carrera de varios días) | * Selecciones nacionales * Selecciones mixtas                                              |

## Calendario
Las siguientes son las carreras que componen el calendario UCI Africa Tour para la temporada 2023 aprobado por la UCI.
| UCI Africa Tour 2023  | UCI Africa Tour 2023 | UCI Africa Tour 2023                                | UCI Africa Tour 2023  | UCI Africa Tour 2023 |
| Fecha                 | País                 | Carrera                                             | Ganador               |                      |
| --------------------- | -------------------- | --------------------------------------------------- | --------------------- | -------------------- |
| 3 de nov              | Marruecos            | Les Challenges de la Marche Verte-GP Sakia El Hamra | Ahmed Al Mansoori     |                      |
| 5 de nov              | Marruecos            | Les Challenges de la Marche Verte-GP Oued Eddahab   | Heiko Homrighausen    |                      |
| 6 de nov              | Marruecos            | Les Challenges de la Marche Verte-GP Al Massira     | Jules De Cock         |                      |
| 8 de nov              | Marruecos            | Challenge du Prince-Trophée Princier                | Achraf Ed Doghmy      |                      |
| 10 de nov             | Marruecos            | Challenge du Prince-Trophée de l'Anniversaire       | Nasr Eddine Maatougui |                      |
| 11 – 20 de noviembre  | Burkina Faso         | Tour de Faso                                        | cancelada             |                      |
| 11 de nov             | Marruecos            | Challenge du Prince-Trophée de la Maison Royale     | Adil El Arbaoui       |                      |
| 23 – 29 de enero      | Gabón                | Tropicale Amissa Bongo                              | Geoffrey Soupe        |                      |
| 1 – 5 de febrero      | Mauritania           | Tour du Sahel                                       | Adil El Arbaoui       |                      |
| 19 – 26 de febrero    | Ruanda               | Tour de Ruanda                                      | Henok Mulubrhan       |                      |
| 7 – 16 de marzo       | Argelia              | Tour de Argelia                                     | Paul Hennequin        |                      |
| 17 de mar             | Argelia              | Gran Premio Internacional de Alger                  | Youcef Reguigui       |                      |
| 2 – 6 de mayo         | Benín                | Tour du Bénin                                       | Achraf Ed Doghmy      |                      |
| 26 de may             | Marruecos            | Grand Prix du Prince Héritier Moulay el Hassan      | Lukáš Kubiš           |                      |
| 27 de may             | Marruecos            | Grand Prix du Trône                                 | Lukáš Kubiš           |                      |
| 28 de may             | Marruecos            | Grand Prix de la Famille Royale                     | Youcef Reguigui       |                      |
| 3 – 11 de junio       | Camerún              | Tour de Camerún                                     | Mohcine El Kouraji    |                      |
| 6 – 9 de junio        | Mauricio             | Tour de Maurice                                     | Archie Cross          |                      |
| 11 de jun             | Mauricio             | Courts Mamouth Classique de l'ìle Maurice           | Youcef Reguigui       |                      |
| 8 de sep              | Marruecos            | Challenge des phosphates - Grand Prix de Khouribga  |                       |                      |
| 9 de sep              | Marruecos            | Challenge des phosphates-Grand Prix Fkih Ben Saleh  |                       |                      |
| 10 de sep             | Marruecos            | Challenge des phosphates - Grand Prix de Ben Guérir |                       |                      |
| 15 – 23 de septiembre | Marruecos            | Tour de Marruecos                                   | cancelada             |                      |

## Clasificaciones parciales
- Nota:  Las clasificaciones parciales hasta el momento son:[4]

### Individual
| Posición | Corredor     | Equipo | Puntos |
| -------- | ------------ | ------ | ------ |
| 1.º      | Bandera de ? |        |        |
| 2.º      | Bandera de ? |        |        |
| 3.º      | Bandera de ? |        |        |
| 4.º      | Bandera de ? |        |        |
| 5.º      | Bandera de ? |        |        |
| 6.º      | Bandera de ? |        |        |
| 7.º      | Bandera de ? |        |        |
| 8.º      | Bandera de ? |        |        |
| 9.º      | Bandera de ? |        |        |
| 10.º     | Bandera de ? |        |        |

| Posiciones 11º al 20º | Posiciones 11º al 20º | Posiciones 11º al 20º | Posiciones 11º al 20º |
| --------------------- | --------------------- | --------------------- | --------------------- |
| 11.º                  | Bandera de ?          |                       |                       |
| 12.º                  | Bandera de ?          |                       |                       |
| 13.º                  | Bandera de ?          |                       |                       |
| 14.º                  | Bandera de ?          |                       |                       |
| 15.º                  | Bandera de ?          |                       |                       |
| 16.º                  | Bandera de ?          |                       |                       |
| 17.º                  | Bandera de ?          |                       |                       |
| 18.º                  | Bandera de ?          |                       |                       |
| 19.º                  | Bandera de ?          |                       |                       |
| 20.º                  | Bandera de ?          |                       |                       |

### Equipos
| Posición | Equipo       | Puntos |
| -------- | ------------ | ------ |
| 1.º      | Bandera de ? |        |
| 2.º      | Bandera de ? |        |
| 3.º      | Bandera de ? |        |
| 4.º      | Bandera de ? |        |
| 5.º      | Bandera de ? |        |

### Países
| Posición | País         | Puntos |
| -------- | ------------ | ------ |
| 1.º      | Bandera de ? |        |
| 2.°      | Bandera de ? |        |
| 3.º      | Bandera de ? |        |
| 4.º      | Bandera de ? |        |
| 5.º      | Bandera de ? |        |

### Países sub-23
| Posición | Corredor     | Equipo | Puntos |
| -------- | ------------ | ------ | ------ |
| 1.º      |              |        |        |
| 2.º      | Bandera de ? |        |        |
| 3.º      | Bandera de ? |        |        |
| 4.º      | Bandera de ? |        |        |
| 5.º      | Bandera de ? |        |        |

## Evolución de las clasificaciones
| Fecha       | Clasificación individual | Clasificación por equipos | Clasificación por países | Clasificación por países sub-23 |
| ----------- | ------------------------ | ------------------------- | ------------------------ | ------------------------------- |
| 31 de enero |                          |                           |                          |                                 |